# Aniliidae
Aniliidae este o familie de șerpi.